# Campeonato Potiguar de Futebol de 2013 - Segunda Divisão
O Campeonato Potiguar de Futebol - Segunda Divisão 2013 foi a 15ª edição do campeonato estadual de futebol da 2ª divisão do Rio Grande do Norte.

## Regulamento
O Campeonato Potiguar de Futebol – Segunda Divisão 2013 foi disputado por três equipes. O torneio foi disputado no sistema de pontos corridos observando-se o sistema de rodízio simples (todos contra todos), com jogos de ida e volta.
Caso a diferença entre as equipes classificadas em 1º e 2º lugares ao final das seis rodadas fosse superior a três pontos, a associação classificada em 1º lugar seria declarada campeã da 2ª Divisão 2013. Porém, se a diferença entre as equipes classificadas em 1º e 2º lugares fosse igual ou inferior a três pontos, seriam disputadas duas partidas no sistema de ida e volta, com a equipe melhor classificada jogando por dois resultados iguais e ainda tendo direito a mando de campo na segunda partida.

### Classificação geral
A equipe campeã seria aquela que obtivesse o melhor índice técnico em todo o campeonato ou que viesse a vencer a disputa final, em caso de
necessidade. A equipe campeã do Campeonato Estadual de Futebol Profissional da Segunda Divisão 2013 teve vaga assegurada na Primeira Divisão de 2014.

### Critérios de desempate
Em caso de igualdade no número de pontos na competição, os critérios de desempate são nesta ordem:

 I   – Número de vitórias; 

II  – Maior saldo de gols; 

III – Maior número de gols marcados; 

IV – Menor número de gols sofridos;

V – Menor número de cartões vermelhos;

VI – Menor número de cartões amarelos.

## Participantes
| Equipe           | Cidade        | Em 2012        | Estádio            | Capacidade | Títulos        |
| Atlético Potengi | Natal         | Não Participou | Ninho do Periquito | 5 000      | 0 (não possui) |
| Currais Novos    | Currais Novos | 2º             | Bezerrão           | 1 600      | 0 (não possui) |
| Globo FC         | Ceará-Mirim   | Não Participou | Barretão           | 10 000     | 0 (não possui) |

## Tabela

### Jogos de ida

#### 1ª rodada
| 17 de agosto de 2013 | Currais Novos | 1 - 0          | Atlético Potengi | Bezerrão, Currais Novos                   |
| 20:00                | Everton 32'   | Súmula Borderô |                  | Público: 174 Árbitro: RN Lenilson de Lima |

#### 2ª rodada
| 25 de agosto de 2013 | Globo FC                    | 2 - 1          | Currais Novos | Barretão, Ceará-Mirim                                        |
| 15:00                | Delany 17' · João Paulo 53' | Súmula Borderô | Quirino 43'   | Público: 266 Árbitro: RN Suelson Diógenes de França Medeiros |

#### 3ª rodada
| 01 de setembro de 2013 | Atlético Potengi | 0 - 0          | Globo FC | Ninho do Periquito, São Gonçalo do Amarante          |
| 15:00                  |                  | Súmula Borderô |          | Público: 48 Árbitro: RN Flávio Roberto Sales de Lima |

### Jogos de volta

#### 4ª rodada
| 08 de setembro de 2013 | Globo FC                                   | 3 - 1          | Atlético Potengi | Barretão, Ceará-Mirim                            |
| 15:00                  | Zé Maria 12' · João Paulo 45+2' · Didi 48' | Súmula Borderô | Alan 55'         | Público: 355 Árbitro: RN Emanoel Eduardo Marinho |

#### 5ª rodada
| 14 de setembro de 2013 | Currais Novos | 0 - 2          | Globo FC               | Bezerrão, Currais Novos                                |
| 20:00                  |               | Súmula Borderô | Delany 48' · Odair 90' | Público: 216 Árbitro: RN Andrielly Elkeitt de Oliveira |

#### 6ª rodada
| 22 de setembro de 2013 | Atlético Potengi                              | 5 - 0          | Currais Novos | Ninho do Periquito, São Gonçalo do Amarante |
| 15:00                  | Alan 3', 50' · Maurício Pantera 45', 74', 85' | Súmula Borderô |               | Árbitro: RN Emanoel Eduardo Marinho         |

Obs.: Caso fosse necessário o confronto final, ficariam reservadas as datas 29 de setembro e 5 de outubro. Entretanto, como a diferença entre a pontuação do líder e a do vice-líder, ao final do campeonato, foi maior do que 3 pontos, o confronto final não ocorreu.

## Classificação
| 1 | Globo FC         | 10 | 4 | 3 | 1 | 0 | 7 | 2 | 5  |
| 2 | Atlético Potengi | 4  | 4 | 1 | 1 | 2 | 6 | 4 | 2  |
| 3 | Currais Novos    | 3  | 4 | 1 | 0 | 3 | 2 | 9 | -7 |

| Atlético Potengi | —   | 5–0 | 0–0 |
| Currais Novos    | 1–0 | —   | 0–2 |
| Globo FC         | 3–1 | 2–1 | —   |

|  |                               |
|  | Campeão e Acesso a 1° Divisão |

|  |                      |
|  | Vitória do mandante  |
|  | Vitória do visitante |
|  | Empate               |

### Desempenho por rodada
Clubes que lideraram a cada rodada:
| 1   | 2   | 3   | 4   | 5   | 6   |
| CNV | GLO | GLO | GLO | GLO | GLO |

Clubes que ficaram na última posição de cada rodada:
| 1   | 2   | 3   | 4   | 5   | 6   |
| CAP | CAP | CAP | CAP | CAP | CNV |

## Premiação
| Campeonato Potiguar de Futebol Segunda Divisão 2013 |
| --------------------------------------------------- |
| Globo Futebol Clube Campeão (1° título)             |